# Hôpital des armées Calmette
 (mars 2015).
L'hôpital des armées Calmette ou hôpital maritime militaire de Lorient est un ancien centre hospitalier construit en 1932 et inauguré en 1936. Il fut fermé définitivement en 1998. 

## Historique
L'hôpital maritime militaire de Lorient remplaça l'ancien hôpital de Port-Louis et l'ancien hôpital maritime de l'enclos de la Marine, à Lorient, jugé trop petit et non apte à recevoir beaucoup de lits.
Il fut détruit en partie pendant les bombardements de la Seconde Guerre mondiale mais fut remis en service dès 1945.
L'hôpital militaire de Lorient eut un grand prestige grâce à la culture militaire présente dans cette ville et grâce à la base sous-marine de Lorient.

Le nom de cet hôpital vient d'Albert Calmette, nom du célèbre pasteurien, médecin de Marine, initiateur de la vaccination contre la tuberculose et auteur avec Guérin d'un vaccin.
Beaucoup de projets ont été imaginés pour reconvertir le site.
En définitive, l'immeuble a été intégré au Centre hospitalier Bretagne Sud (CHBS), au sein du site du Scorff, ouvert en 2 temps avec le pôle femme mère enfant en octobre 2007, les activités médicales, chirurgicales et médico-techniques en mars 2013.
Georges Hillion, né à Hennebont, Lieutenant-colonel de réserve et résistant des Forces françaises de l'intérieur, et un des artisans de la libération de Poche de Lorient décède le 12 aout 1977 dans cet hôpital. 